# Gilles Rivard
Pour les articles homonymes, voir Rivard.
Gilles Rivard (1er mars 1949 - 19 novembre 1991) était un auteur-compositeur-interprète et dessinateur québécois.
Il a connu ses plus grands succès avec les albums La tête en fête et Quelle belle vie. Les chansons suivantes sont les plus grands succès de Gilles Rivard : La tête en fête en 1977, Chanter danser et Quelle belle vie en 1978, Sous les mots en 1979, Partir, Vivre seul, Je reviens et Ça va, ça va Brasilia en 1981-1982, Une femme en 1983 et Montréal / Montréal (suite) en 1985. Il est décédé d'un cancer à l'âge de 42 ans en 1991.

## Discographie

### Albums
- Impulsions[1] (1975)
- La tête en fête (1977)
- Quelle belle vie (1978) - Réalisation de Gilles Valiquette.
- En couleurs (1981)
- De l'autre côté de la saison des pluies (1983)
- En coulisses (1985)

### Simples
- Sous les mots (45 tours non paru sur un album, 1979)
- Je dérive (45 tours non paru sur un album, 1979)

### Compilation
- Quelle belle vie (Compilation CD, 2006)

### Chansons pour la télévision
- Chez Denise (1978)
- Le Vagabond (1979)

### Musiques de film
- Les tacots (André Melançon, 1973)
- « Les oreilles » mène l’enquête (André Melançon, 1974)

### D'autres interprètes de ses chansons
- En 1977, sur leur disque Offenbach, le groupe chante deux textes de Gilles Rivard: À l'envers et Rêve à Lachute.
- Christine Chartrand publie en 1997 un album intitulé Christine Chartrand chante Gilles Rivard.
- Le musicien québécois Jean-François Léger a enregistré une version de Chanter Danser dans son album 50 Années de Bossa Nova en 2016.

## Référence
1. ↑  (en) « Les 9 "impulsions" de Gilles Rivard », Le Canada Français, 19 mars 1975 (consulté le 18 juillet 2011)